# Campionati europei di atletica leggera 2014 - Getto del peso maschile

## Podio
| Pos.    | Atleta          | Nazionalità | Misura  |
| ------- | --------------- | ----------- | ------- |
| Oro     | David Storl     | Germania    | 21,41 m |
| Argento | Borja Vivas     | Spagna      | 20,86 m |
| Bronzo  | Tomasz Majewski | Polonia     | 20,83 m |

## Record
Prima di questa competizione, il record del mondo (RM), il record europeo (EU) ed il record dei campionati (RC) sono i seguenti:
| Record                | Prestazione | Atleta                      | Data                                     | Competizione                                |
| --------------------- | ----------- | --------------------------- | ---------------------------------------- | ------------------------------------------- |
| Record mondiale       | 23,12 m     | Randy Barnes Stati Uniti    | 20 maggio 1990 Westwood, USA             |                                             |
| Record europeo        | 23,06 m     | Ulf Timmermann Germania Est | 22 maggio 1988 La Canea, Grecia          |                                             |
| Record dei campionati | 22,22 m     | Werner Günthör Svizzera     | 28 agosto 1986 Stoccarda, Germania Ovest | Campionati europei di atletica leggera 1986 |

## Programma
| Data           | Ora   | Turno          |
| -------------- | ----- | -------------- |
| 12 agosto 2014 | 10:04 | Qualificazioni |
| 12 agosto 2014 | 19:34 | Finale         |

## Risultati

### Qualificazioni
Qualificazione: Accedono alla finale gli atleti che ottengono la misura di 20,10 metri o le prime 12 migliori misure.
| Pos. | Gruppo | Atleta            | Nazionalità          | 1ª prova | 2ª prova | 3ª prova | Risultato | Note |
| ---- | ------ | ----------------- | -------------------- | -------- | -------- | -------- | --------- | ---- |
| 1    | B      | David Storl       | Germania             | 20,76 m  |          |          | 20,76 m   | Q    |
| 2    | A      | Borja Vivas       | Spagna               | 20,53 m  |          |          | 20,53 m   | Q    |
| 3    | B      | Tomasz Majewski   | Polonia              | 20,50 m  |          |          | 20,50 m   | Q    |
| 4    | B      | Gaëtan Bucki      | Francia              | 20,05 m  | 20,21 m  |          | 20,21 m   | Q    |
| 5    | B      | Georgi Ivanov     | Bulgaria             | 20,18 m  |          |          | 20,18 m   | Q    |
| 6    | A      | Asmir Kolašinac   | Serbia               | 19,82 m  | 20,15 m  |          | 20,15 m   | Q    |
| 7    | B      | Valerij Kokoev    | Russia               | 19,78 m  | x        | 20,09 m  | 20,09 m   | q    |
| 8    | A      | Jan Marcell       | Rep. Ceca            | 19,23 m  | 20,09 m  | 19,60 m  | 20,09 m   | q    |
| 9    | B      | Carlos Tobalina   | Spagna               | 18,04 m  | 20,06 m  | 20,04 m  | 20,06 m   | q    |
| 10   | B      | Marco Fortes      | Portogallo           | 19,19 m  | x        | 20,03 m  | 20,03 m   | q    |
| 11   | A      | Stipe Žunić       | Croazia              | 19,67 m  | 19,94 m  | 19,80 m  | 19,94 m   | q    |
| 12   | A      | Aleksandr Lesnoj  | Russia               | 19,27 m  | 19,52 m  | 19,88 m  | 19,88 m   | q    |
| 13   | B      | Ladislav Prášil   | Rep. Ceca            | 19,83 m  | x        | x        | 19,83 m   |      |
| 14   | A      | Tomáš Staněk      | Rep. Ceca            | x        | 18,39 m  | 19,61 m  | 19,61 m   |      |
| 15   | A      | Yioser Toledo     | Spagna               | 18,85 m  | 19,59 m  | x        | 19,59 m   |      |
| 16   | B      | Marin Premeru     | Croazia              | x        | 18,95 m  | 19,55 m  | 19,55 m   |      |
| 17   | B      | Leif Arrhenius    | Svezia               | 19,11 m  | 19,30 m  | 19,54 m  | 19,54 m   |      |
| 18   | A      | Jakub Szyszkowski | Polonia              | 19,15 m  | x        | 19,46 m  | 19,46 m   |      |
| 19   | B      | Hamza Alić        | Bosnia ed Erzegovina | x        | 19,30 m  | 19,36 m  | 19,36 m   |      |
| 20   | A      | Andrei Gag        | Romania              | 19,18 m  | 19,08 m  | 18,88 m  | 19,18 m   |      |
| 21   | A      | Arttu Kangras     | Finlandia            | 18,17 m  | 18,62 m  | 19,07 m  | 19,07 m   |      |
| 22   | A      | Kemal Mešić       | Bosnia ed Erzegovina | x        | 18,81 m  | x        | 18,81 m   |      |
| 23   | A      | Māris Urtāns      | Lettonia             | 18,35 m  | x        | x        | 18,35 m   |      |

Legenda:
- x = Lancio nullo;
- - = Passa il turno;
- Q = Qualificato direttamente;
- q = Ripescato;
- NM = Nessun lancio valido;
- DNS = Non è sceso in pedana.

### Finale
La finale si è svolta a partire dalle 19:34 del 12 agosto 2014 ed è terminata dopo un'ora circa.
| Pos.    | Atleta           | Nazionalità | 1ª prova | 2ª prova | 3ª prova | 4ª prova | 5ª prova | 6ª prova | Misura  | Note                                     |
| ------- | ---------------- | ----------- | -------- | -------- | -------- | -------- | -------- | -------- | ------- | ---------------------------------------- |
| Oro     | David Storl      | Germania    | 21,41 m  | x        | x        | 20,75 m  | x        | 20,98 m  | 21,41 m |                                          |
| Argento | Borja Vivas      | Spagna      | 20,07 m  | 20,86 m  | 20,59 m  | 20,69 m  | x        | 20,38 m  | 20,86 m |                                          |
| Bronzo  | Tomasz Majewski  | Polonia     | 20,56 m  | 20,83 m  | 20,65 m  | 20,76 m  | 20,57 m  | 20,50 m  | 20,83 m |                                          |
| 4       | Stipe Žunić      | Croazia     | 20,02 m  | 20,68 m  | x        | x        | 19,73 m  | 19,86 m  | 20,68 m | Miglior prestazione personale            |
| 5       | Asmir Kolašinac  | Serbia      | x        | 20,11 m  | 20,36 m  | x        | x        | 20,55 m  | 20,55 m |                                          |
| 6       | Jan Marcell      | Rep. Ceca   | 19,31 m  | 20,48 m  | 20,17 m  | 19,77 m  | x        | x        | 20,48 m |                                          |
| 7       | Marco Fortes     | Portogallo  | 19,65 m  | 20,32 m  | 20,35 m  | x        | 20,21 m  | 19,66 m  | 20,35 m |                                          |
| 8       | Valerij Kokoev   | Russia      | 18,93 m  | 19,59 m  | 20,23 m  | x        | x        | x        | 20,23 m | Miglior prestazione personale stagionale |
| 9       | Carlos Tobalina  | Spagna      | 19,80 m  | 20,04 m  | x        |          |          |          | 20,04 m |                                          |
| 10      | Aleksandr Lesnoj | Russia      | 19,52 m  | 19,49 m  | 19,83 m  |          |          |          | 19,83 m |                                          |
| 11      | Gaëtan Bucki     | Francia     | 19,75 m  | 19,55 m  | 19,50 m  |          |          |          | 19,75 m |                                          |
| 12      | Georgi Ivanov    | Bulgaria    | x        | x        | x        |          |          |          | NM      |                                          |

Legenda:
- x = Lancio nullo;
- - = Passa il turno;
- NM = Nessun lancio valido;
- DNS = Non è sceso in pedana.